# Birkenfeld (Nadrenia-Palatynat)
Birkenfeld – miasto powiatowe w zachodnich Niemczech, w kraju związkowym Nadrenia-Palatynat, siedziba powiatu Birkenfeld oraz gminy związkowej Birkenfeld. Według danych z 2009 roku miasto liczyło 6 770 mieszkańców.